# 557 Виолета
557 Виолета (енгл. 557 Violetta) је астероид главног астероидног појаса чија средња удаљеност од Сунца износи 2,443 астрономских јединица (АЈ).
Апсолутна магнитуда астероида је 11,8 а геометријски албедо 0,185.